# Dragora
Dragora GNU/Linux-libre est une distribution du système GNU/Linux exclusivement constituée de logiciels libres. Elle est à ce titre soutenue par la Fondation pour le logiciel libre.

## Dragora
La conception de Dragora se fonde sur la recherche de la simplicité, selon le principe KISS qui considère la simplicité comme une force. Dragora est simple au niveau de sa conception, mais elle est destinée aux utilisateurs avertis, qui souhaitent examiner en profondeur le fonctionnement d'une distribution GNU/Linux,.
Bien que sa conception soit inspirée de Slackware, Dragora n'est pas fondée sur une distribution existante ; elle a été entièrement développée depuis zéro. Elle possède son propre système de gestion de paquets.

## Historique
Dragora a été créée en 2007 en Argentine. La dernière version est sortie en avril 2012. Le nom Dragora se réfère à la fois à la mandragore et au dragon. L'illustration du logiciel représente une mandragore et deux dragons, qui symbolisent l'universalité et la dualité,.

## Grandes lignes directrices
- KISS

De l’anglais « Keep It Short and Simple » et signifiant « Gardons cela sobre et simple », il s’agit d’une des lignes directrices habituelles des systèmes Unix.
- YAGNI

De l’anglais « You Ain't Gonna Need It » et signifiant « Vous n’en aurez pas besoin », le but est de ne pas agréger les fonctionnalités au sein d’un même programme. Chaque programme fait une seule chose et le fait bien ; c’est encore une ligne directrice habituelle d’Unix.
- DRY

De l’anglais « Don't Repeat Yourself » et signifiant « Ne vous répétez pas », le but est d’éviter les redondances de code à toutes les étapes de l’élaboration d’un logiciel. C’est probablement le principe le moins utilisé par Dragora.

## Disponibilité
Il est possible de télécharger Dragora depuis le site officiel, ou d'acheter un cédérom d'installation,.
Dragora n'est disponible qu'en anglais et en espagnol.

## Dragora 3

Pays dont sont issus les contributeurs à Dragora GNU/Linux-libre

Prévue pour septembre 2016, Dragora 3 se distingue d'autres systèmes d’exploitation GNU/Linux par les points clés suivants :
- D3 est entièrement libre ;
- D3 n’est pas issue d’une autre distribution ;
- D3 utilise par défaut le logiciel de compression lzip (en) ;
- D3 utilise musl (en) comme bibliothèque standard du C;
- D3 n’utilise pas systemd et le remplace par Suckless init (sinit).